# Qassam-raket

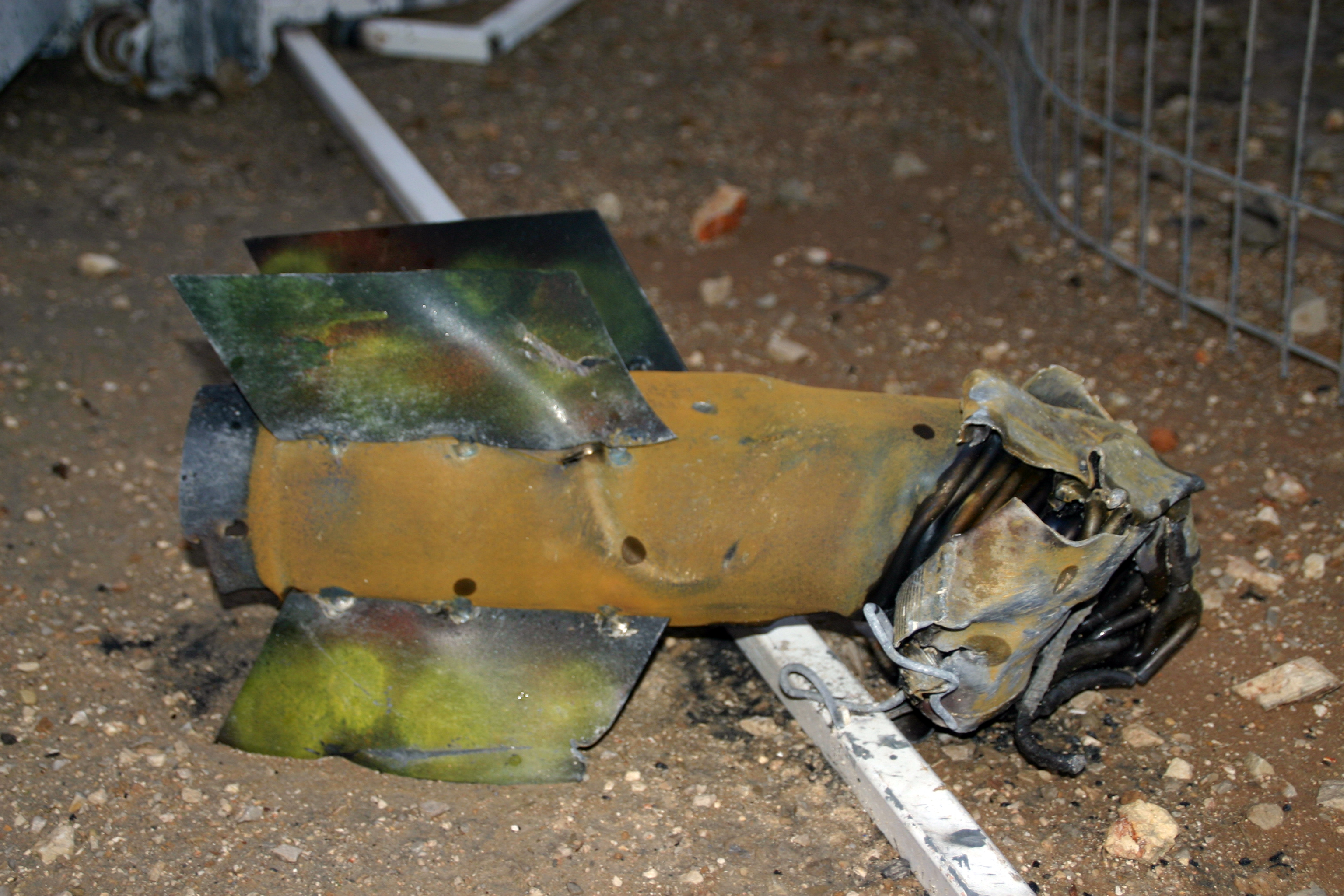
Återstoden av en Qassam-raket som exploderat. Raketen sköts från Gazaremsan in i Israel.

Qassam-raket (arabiska: صاروخ القسام; även stavat Kassam) är ett samlingsnamn för raketartilleri som tillverkas och används av den palestinska organisationen Hamas. Tre modeller har använts hittills.
Qassam-raketer betecknas ibland som "hemmagjorda" eller "primitiva", men kräver emellertid "både expertis och särskilt avsedda platser för att tillverkas". 
Gazaremsan separerardes 1996 från Israel med en säkerhetsbarriär som löper längs gränsen/vapenstilleståndslinjen mellan Israel och Gazaremsan. Barriären har försvårat infiltration in i Israel. Vid Israels tillbakadragande från Gaza 2005 drogs både civila israeliska bosättningar såväl som Israels armé tillbaka. Israel behöll dock kontrollen över luftrum och kusten. Qassam-raketerna sköts ofta redan före tillbakadragandet. De konstruerades för att slå mot israeliska mål i Israel. Raketattackerna ökade efter tillbakadragandet, och främst har de skjutits från staden Beit Hanun i Gaza mot den israeliska staden Sderot, som ligger bara någon kilometer från Gazaremsan.

Diagram över antalet Qassam-raket-attacker från Gaza

Palestinska militanter har haft svårt att etablera en infrastruktur för att producera och avfyra raketer på Västbanken.

## Historien om Qassam
Qassam-raketerna är uppkallade efter Izz ad-Din al-Qassam, som också gett namn till den väpnade grenen av  Hamas. Izz ad-Din al-Qassam ledde en palestinsk väpnad grupp under 1930-talet. Enligt Hamas utvecklades Qassam-raketen först av Nidal Fat'hi Rabah Farahat och Mohamed Khaled och producerades under ledning av  Adnan al-Ghoul, "Qassam-raketens fader", som dödades av den israeliska försvarsmakten den 22 oktober 2004.

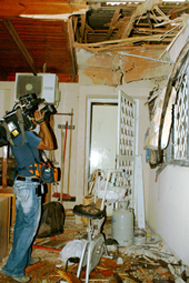
En Qassam-träff i Sderot, maj 2006

Qassam-raketer sköts först mot israeliska mål i oktober 2001 (mål i Gazaremsan). Den första Qassam-raketen som landade på israeliskt territorium sköts den 10 februari 2002. Den första gången en israelisk stad träffades var 5 mars 2002, när två raketer träffade Sderot. Några raketer har nått så långt som utkanten av Ashkelon. Bara under 2006 sköts över 1000+ raketer. Fram till maj 2008 har över 3000 raketer avfyrats och 15 personer har dödats av Qassam-raketer
Användningen av Qassam-raketerna överraskade de israeliska politikerna och militära experterna  Det har varit blandade reaktioner.  Det israeliska försvarsministeriet ser Qassam-raketerna "mer som ett psykologiskt snarare än fysiskt hot."
Raketerna har ingen vidare precision och skjuts främst mot civilbefolkningen. IDF, den israeliska armén, har reagerat mot Qassam-raketerna genom att etablera varningssystemet "Kod röd" (צבע אדום), i Sderot, Ashkelon och andra mål. Systemet består av en avancerad radar som upptäcker raketerna när de avfyras. Högtalare varnar civila att ta skydd; de civila har 15 sekunder på sig innan raketen slår ned.

## Specifikationen för Qassam-raketen
Qassam-raketerna använder en bränsleblandning bestående av socker och kaliumnitrat (gödningsmedel). Stridsspetsen är fylld med trinitrotoluen (TNT) och ureanitrat. De palestinska grupperna importerar gödningsmedlet från Israel, som levererar det eftersom det krävs för att hålla igång Gazas jordbruk.  
Hamas har fortsatt att utveckla nya modeller av Qassam-raketen som har längre räckvidd och kan bära mer sprängmedel än tidigare modeller.

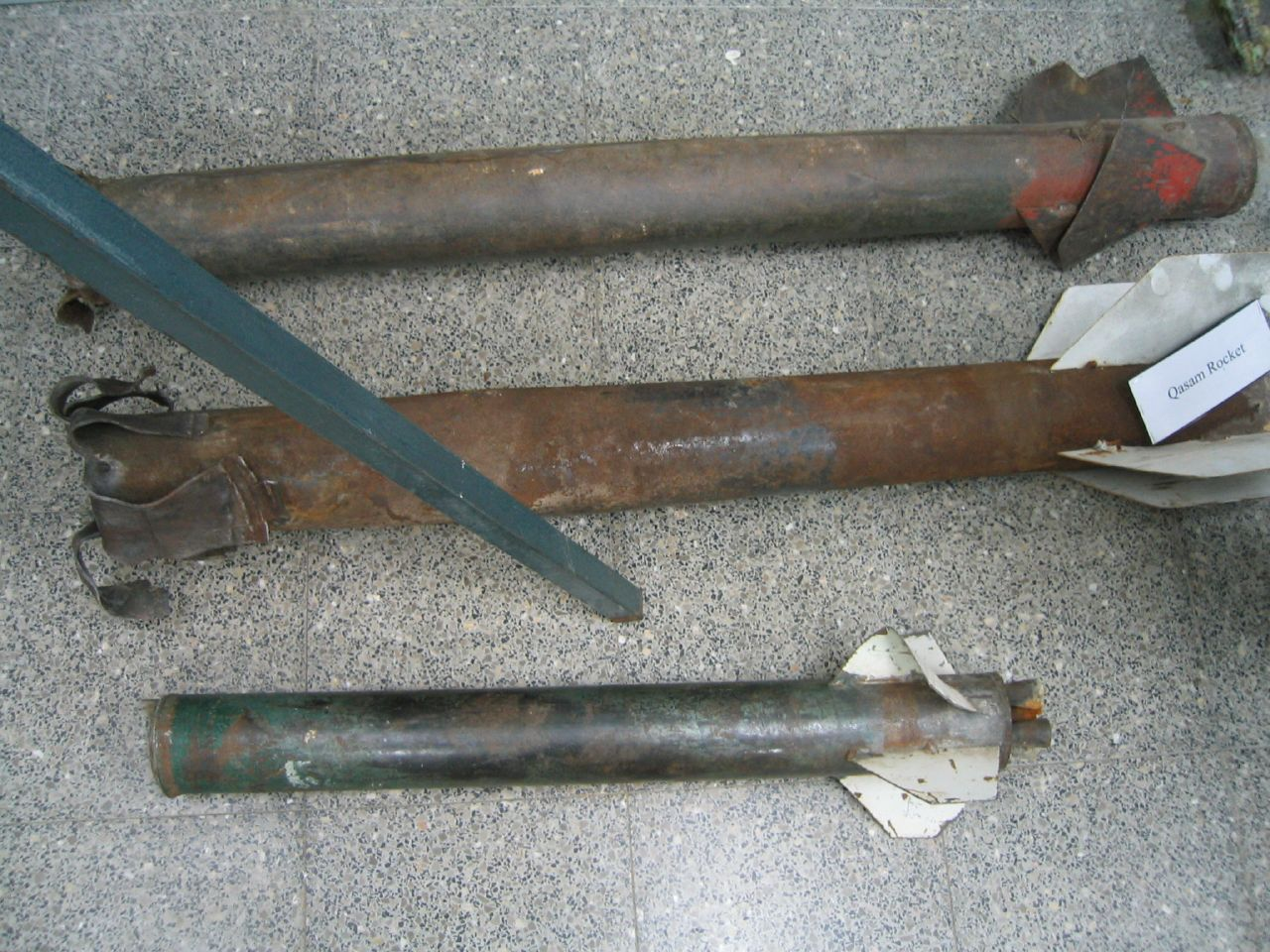
Återstoden av ett par raketmodeller

|                            | Qassam 1 | Qassam 2 | Qassam 3 |
| -------------------------- | -------- | -------- | -------- |
| Längd(cm)                  | 79       | 180      | 200+     |
| Diameter (cm)              | 6        | 15       | 17       |
| Vikt (kg)                  | 5.5      | 32       | 90       |
| Bärkraft - sprängmedel(kg) | 0.5      | 5-7      | 10       |
| Maximal räckvidd (km)      | 3        | 8-10     | 10       |

## Raketattacker
Antal Qassam-raketer avfyrade från Gaza
| År   | Granat-attacker | Qassam-attacker |
| ---- | --------------- | --------------- |
| 2001 | 245             | 4               |
| 2002 | 257             | 35              |
| 2003 | 265             | 155             |
| 2004 | 876             | 281             |
| 2005 | 238             | 179             |
| 2006 | 28              | 946             |
| 2007 | 640             | 783             |
| 2008 | ?               | 890             |

## Liknande raketer
Andra palestinska väpnade grupper har också utvecklat raketer, men de är inte lika vanliga som Hamas Qassam-raketer. Media kallar dock generellt alla palestinska raketer för "Qassam-raketer" eller "Qassam-missiler", medan raketer avfyrade av Hizbollah från Libanon kallas för "Katiusja". De flesta av dessa raketer är dock ej tillverkade i Mellanöstern utan av Kina .
Olika grupper och deras rakettyper:
- Hamas – Qassam-raket (modell 1, 2 och 3)
- Palestinska Islamiska Jihad – Al Quds 101 & 2
- Folkets Motståndskommittéer – al Nasser-3
- Tanzim – Saria-2
- Fatah – Kafah